# یولیان کرن
یولیان کرن (انگلیسی: Julian Kern؛ زادهٔ ۲۸ دسامبر ۱۹۸۹) دوچرخه‌سوار اهل آلمان است.
از باشگاه‌هایی که در آن بازی کرده‌است می‌توان به آژ۲آر لا موندیال اشاره کرد.